# سیلانو
سیلانو (به ایتالیایی: Sillano) یک کومونه در ایتالیا است که در استان لوکا واقع شده‌است. سیلانو ۶۲٫۲ کیلومتر مربع مساحت و ۷۶۷ نفر جمعیت دارد و ۷۳۵ متر بالاتر از سطح دریا واقع شده‌است.